# هانومان سینگ
هانومان سینگ (انگلیسی: Hanuman Singh؛ زادهٔ ۱۶ فوریه ۱۹۵۰) بازیکن بسکتبال اهل هند بود. وی در بازی‌های المپیک تابستانی ۱۹۸۰ شرکت کرده‌است.